# Чистовражье (Красноярское сельское поселение)
Чистовражье — упразднённая в 1979 году деревня в Лебяжском муниципальном округе Кировской области России. До момента упразднения деревня входила в состав Красноярского сельсовета. Сейчас — летник

## География
Деревня находилась в южной части области, в зоне хвойно-широколиственных лесов, у реки Кременка.

### Географическое положение
Близнаходящиеся населённые пункты и урочища (стрелка — направление, расстояния в километрах — по прямой):
- д. Шмыки (↓ 0.5 км)
- д. Князевщина (→ 0.8 км)
- д. Борок (↙ 0.8 км)
- д. Быстрово (→ 1.1 км)
- д. Филатово (↙ 1.2 км)
- д. Кокуй (↙ ≈1.3 км)
- д. Гуляевщина (↙ 1.5 км)
- д. Шишкино (← 2 км)
- д. Саватенки (↙ 2.1 км)
- д. Жарково (→ 2.2 км)
- д. Бултышка 4-я (↓ ≈2.3 км)
- д. Рыковщина (← 2.4 км)
- д. Лотовщина (→ 2.8 км)
- д. Бултышка 3-я (↓ ≈3 км)

## Климат
Климат характеризуется как умеренно континентальный, с умеренно холодной снежной зимой и тёплым летом. Среднегодовая температура — 2 °C. Средняя температура воздуха самого холодного месяца (января) составляет −13,9 °C (абсолютный минимум — −47 °С); самого тёплого месяца (июля) — 18,3 °C (абсолютный максимум — 37 °С). Годовое количество атмосферных осадков — 525 мм, из которых 367 мм выпадает в период с апреля по октябрь. Снежный покров держится в среднем 162 дня.

## История
Упоминается в 3‑й ревизии 1763—1764 г. (РГАДА 350-2-1170, 1763—1764 г.) под описательным названием в починке Частых вражках. Входил в:	Казанская губерния, Казанская провинция, Казанский уезд,	Алатская дорога, Красноярская волость.
На 1926 год — дер.	Чистовражье, Чистые Вражки входила в	Уржумский уезд, Лебяжская волость,	Красноярский сельсовет.
Список населённых пунктов Кировской области на 01.01.1950 г. приводил населённый пункт (без уточнения его типа) Чистовражье, входящим в Лебяжский район,	Красноярский сельсовет.
Упразднена деревня Красноярского сельсовета	Решением Кировского облсовета № 21/607 от 12.11.1979.

## Население
Согласно 3‑й ревизии проживали государственные ясашные крестьяне, 28 мужского пола, 51 — женского, всего 79 человек.
По переписи 1926 года	в 24 хозяйствах проживали 136 человек, из них 60 мужчин,	76 женщин.
К 1950 году В 19 хозяйствах 97 жителей (Списки нас. пунктов Кировской области, составленные по данным похозяйственных книг на 1 января 1950 года. // ЦГАКО. Ф. 2344. Оп. 27. Ед. хр. 635.л. 439).

## Инфраструктура
Было личное подсобное хозяйство.

## Транспорт
Просёлочная дорога. В «Списке населённых мест Вятской губернии 1859—1873 гг.» как стоящей «по проселочной дороге, между первым станом и границей уезда Уржумского с Яранским».